# Roskilde Dagblad
Roskilde Dagblad var et dansk dagblad udgivet fra Roskilde og for eftertiden nok især kendt fra Lise Nørgaards levende beskrivelse i hendes erindringer De sendte en dame.
Roskilde Dagblad tilhørte Venstrepressen og da Lise Nørgaard (som Lise Tønder Jensen) kom til avisen den 16. august 1935 var redaktøren og ejeren den tidligere folketingsmand for Venstre I.A. Hansen.
Antallet af abonnementer var på mere end 5.000.
Til sammenligning havde den konservative Roskilde Avis 1.600 abonnementer, mens Tidende i Roskilde havde 6.000.
Avisens redaktion bestod udover I.A. Hansen og Nørgaard af journalisten Einar Jacobsen, redaktionssekretæren og Hansens datter Else Hansen, journalisteleven Poul Justesen og medredaktøren Mads Hansen.